# Stowarzyszenie Polska Jest Najważniejsza
Stowarzyszenie Polska Jest Najważniejsza – stowarzyszenie z siedzibą w Warszawie, założone 10 października 2010 przez członków Warszawskiego Społecznego Komitetu Poparcia Jarosława Kaczyńskiego w wyborach prezydenckich w tym samym roku. Zostało zarejestrowane 9 grudnia 2010.

## Cele stowarzyszenia
Celem statutowym Stowarzyszenia jest najszerzej rozumiane kultywowanie postaw patriotycznych, a zwłaszcza działania służące obiektywnemu wyjaśnieniu katastrofy smoleńskiej oraz upamiętnieniu jej ofiar. Powyższe cele są realizowane poprzez działalność społeczną, edukacyjną i kulturalną, m.in. organizowanie spotkań, debat, konferencji, seminariów i wystaw dotyczących spraw bieżących, a także popularyzujących tradycję historyczną.

## Historia
10 października 2010 w Warszawie odbyło się zebranie założycielskie stowarzyszenia, do którego przystąpiła większość członków Warszawskiego Społecznego Komitetu Poparcia kandydatury Jarosława Kaczyńskiego w wyborach prezydenckich w tym samym roku. Podczas spotkania na prezesa SPJN wybrano prof. Włodzimierza Klonowskiego, a w skład zarządu weszli także m.in. Teresa Bochwic, Andrzej Kawecki i Maryna Miklaszewska. Wśród osób, które przystąpiły do organizacji byli także m.in. prof. Zofia Zielińska, prof. Edward Opaliński, prof. Tadeusz Wolsza, prof. Andrzej Rachuba, prof. Zdzisław Krasnodębski, prof. Anna Pawełczyńska, prof. Piotr Gliński, Janusz Krasiński, Wojciech Tomczyk, Anna Chodakowska, Halina Łabonarska, Janusz Rewiński, Teresa Murak, Bogusław Nowicki, prof. Witold Kieżun czy Bogusław Nizieński.
W początkowym okresie działania stowarzyszenie toczyło spór o prawa do nazwy z partią Polska Jest Najważniejsza, założoną przez rozłamowców z Prawa i Sprawiedliwości. W marcu 2011 prezesem Stowarzyszenia został prof. Jan Żaryn. 

## Działalność
Przez wiele lat stowarzyszenie organizowało co roku w dniu Święta Wojska Polskiego Wartę Honorową pod Pałacem Prezydenckim w hołdzie ofiarom tragedii smoleńskiej. SPJN realizowało także kilka serii wykładów historyków poświęconych różnym tematom i epokom historii Polski m.in. serie: My i Państwo, Epokowe dokonania Polaków i Sylwetki Niezwykłe. W 2011 Stowarzyszenie wydało Raport o zagrożeniach wolności słowa w Polsce. W kolejnych latach SPJN współorganizował m.in. Marsze Witolda Pileckiego i akcję Żywy Znak dla Powstania Warszawskiego.